# Zöllner (cràter)
Zöllner és un cràter d'impacte de la Lluna situat a l'oest del Sinus Asperitatis. A nord es troba el cràter més petit Alfraganus i a nord-oest es troba Taylor, de forma ovalada. A sud-est de Zöllner apareix el cràter més petit Kant.

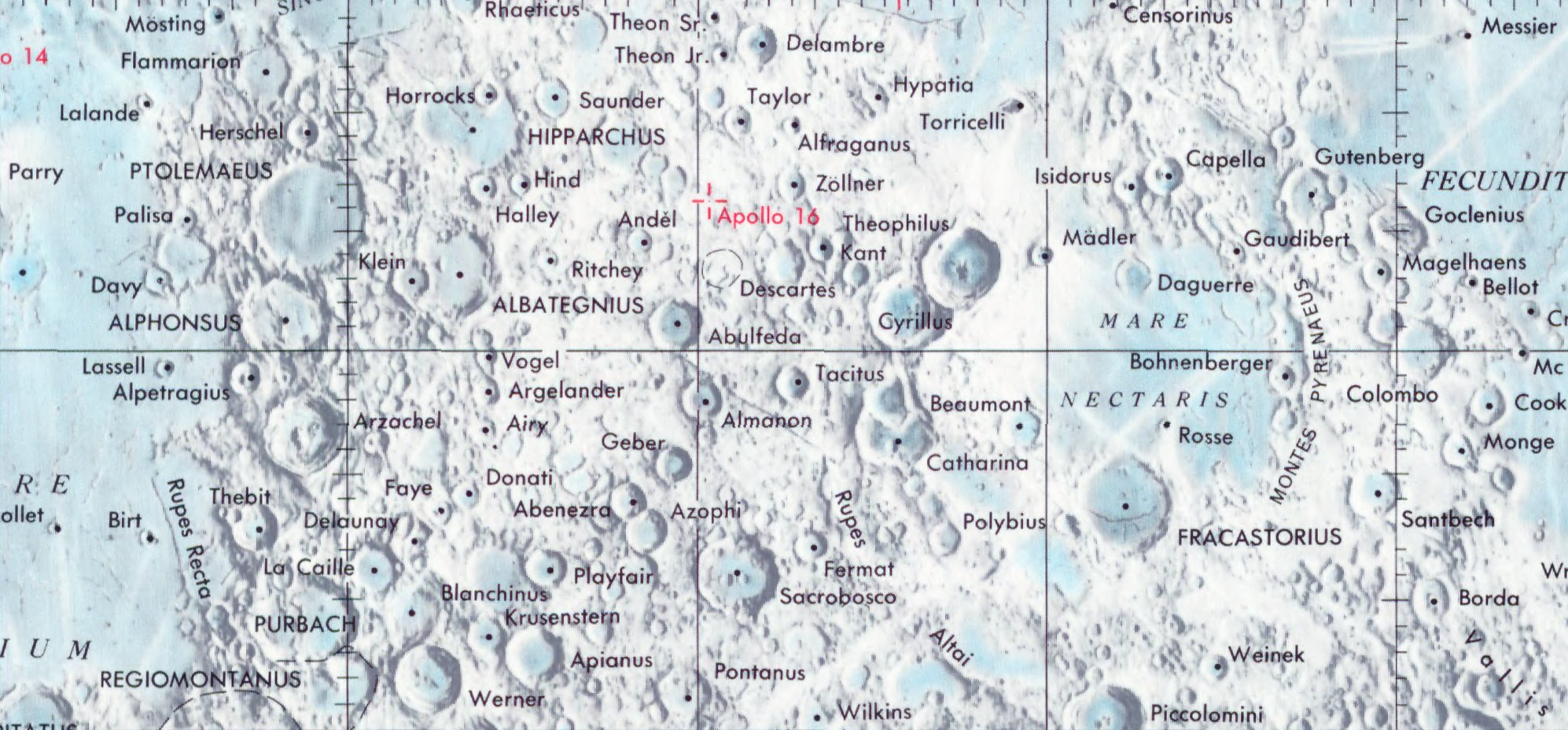
Localització de Zöllner (centre de la meitat superior de la imatge)
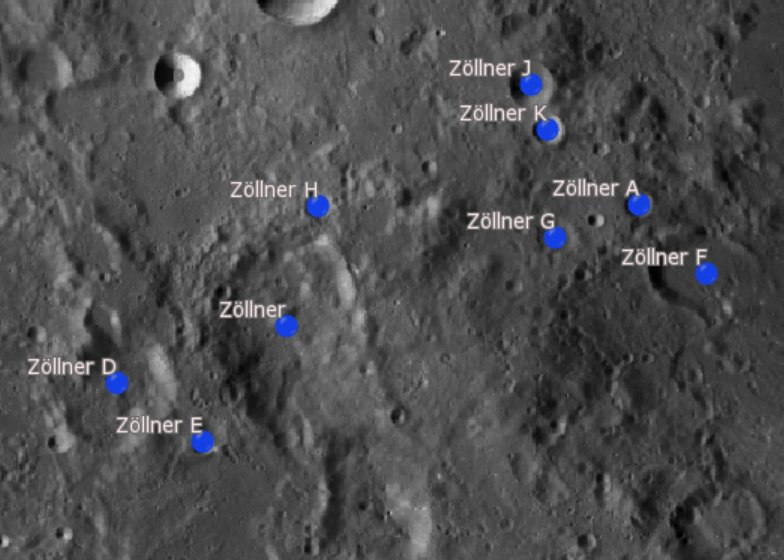
Cràters satèl·lits

La vora de Zöllner forma un oval irregular, sent la formació més llarga en direcció nord-sud. La paret, d'escassa alçada, apareix desgastada, amb una depressió distorsionada similar a un cràter unida a sud-est de la vora. La petita plataforma interior encara conserva un pic central.
El lloc d'allunatge de l'Apollo 16 es troba a uns 80 km a l'oest-sud-oest de la vora del cràter.

## Cràters satèl·lits
Per convenció aquests elements són identificats en els mapes lunars posant la lletra en el costat del punt central del cràter que està més proper a Zöllner.
| Zöllner | Coordenades                        | Diàmetre |
| ------- | ---------------------------------- | -------- |
| A       | 7° 06′ S, 21° 30′ E / 7.1°S,21.5°E | 7 km     |
| D       | 8° 18′ S, 17° 42′ E / 8.3°S,17.7°E | 24 km    |
| E       | 8° 54′ S, 18° 18′ E / 8.9°S,18.3°E | 6 km     |
| F       | 7° 30′ S, 21° 54′ E / 7.5°S,21.9°E | 25 km    |
| G       | 7° 18′ S, 20° 48′ E / 7.3°S,20.8°E | 10 km    |
| H       | 7° 06′ S, 19° 12′ E / 7.1°S,19.2°E | 8 km     |
| J       | 6° 12′ S, 20° 42′ E / 6.2°S,20.7°E | 11 km    |
| K       | 6° 30′ S, 20° 48′ E / 6.5°S,20.8°E | 7 km     |